# Turkestan
Turkestan, pisan včasih tudi Turkistan (perzijsko ترکستان, latinizirano: Torkestân, dob. 'dežela Turkov'), se nanaša na zgodovinsko območje v Srednji Aziji med Sibirijo na severu, Iranom, Afganistanom in Tibetom proti jugu, Kaspijskim jezerom proti zahodu in puščavo Gobi proti vzhodu.
Turkestan vključuje današnji Kazahstan, Kirgizistan, Tadžikistan, Turkmenistan,  Uzbekistan in Avtonomno pokrajino Šindžjang-Ujgur/Šindžjang (Xīnjiāng Wéiwú'ěrzú Zìzhìqū, 新疆维吾尔自治区) ter dele severnega Afganistana (znan tudi kot afganistanski Turkestan).
Turkestan je ime za tisti del Srednje Azije, ki ga naseljujejo turška ljudstva (Turkmenci, Uzbeki, Kazahi, Kirgizi, Ujguri). Vzhodni Turkestan je obsegal del Kitajske, vzhodno od gorovja Tjanšan, kjer je danes avtonomna pokrajina Šindžjang-Ujgur.

## Pregled
Perzijcem znan kot Turan, je bil zahodni Turkestan zgodovinsko znan tudi kot Sogdiana, Ma wara'u'n-nahr (s strani arabskih osvajalcev) in Transoksanija zahodnih popotnikov. Zadnji dve imeni se nanašata na njegov položaj onkraj reke Oxus (sodobna Amu Darja), ko se ji približa z juga, s čimer poudarjata dolgoletni odnos Turkestana z Iranom, Ahemenidskim cesarstvom ter Omajadskim in Abasidskim kalifatom.
Turški Oguzi (znani tudi kot Turkmenci), Uzbeki, Kazahi, Hazari in Ujguri (izjema na območju Tadžiki, Hazari) so nekateri od turških prebivalcev regije, ki so se z napredovanjem zgodovine razširili naprej v Evrazijo in tvorili turške narode v Turčiji in regijah, kot sta Tatarstan v Rusiji in Avtonomna republika Krim v Ukrajini. Tadžiki, Rusi in Hazari tvorijo precejšnje neturške manjšine.
Razdeljen je na afganistanski Turkestan in ruski Turkestan na zahodu ter vzhodni Turkestan.

## Etimologija in terminologija
Perzijskega izvora (glej -stan) se izraz Turkestan (ترکستان) nikoli ni nanašal na eno samo nacionalno državo. Iranski geografi so to besedo prvič uporabili za opis kraja turških ljudstev. Turkestan se uporablja za opis katerega koli kraja, kjer so živeli turški narodi.
Na poti proti jugu med osvajanjem Srednje Azije v 19. stoletju so Rusi pod vodstvom Nikolaja Aleksandroviča Verovkina leta 1864 zavzeli mesto Turkestan (v današnjem Kazahstanu). Če so zamenjali njegovo ime za celotno regijo, so prevzeli ime Turkestan (rusko Туркестан) za njihovo novo ozemlje.

## Zgodovina
Zgodovina Turkestana sega vsaj v 3. tisočletje pred našim štetjem. Iz tega obdobja je bilo najdenih veliko artefaktov kot posledica obsežne trgovine na dolge razdalje. Regija je bila osrednja točka širjenja kulture, saj jo je prečkala Svilna cesta.
Turške sage, kot je legenda o Ergenekonu in pisni viri, kot so Orkhonski napisi, navajajo, da so turška ljudstva izvirala iz bližnjega Altajskega gorovja in so prek nomadske naselitve začela svojo dolgo pot proti zahodu. Območje so osvojili Huni, potem ko so v zgodnjem 2. stoletju pred našim štetjem osvojili Kašgar. Z razpadom Hunskega imperija so Vzhodni Turkestan prevzeli kitajski vladarji. Arabske sile so ga zavzele v 8. stoletju. Perzijska dinastija Samanidov ga je osvojila pozneje in območje je doživelo gospodarski uspeh. Celotno ozemlje so v različnih obdobjih zasedle turške sile, kot so Göktürki, vse do osvojitve Džingiskana in Mongolov leta 1220. Džingiskan je ozemlje dal svojemu sinu Čagataju in območje je postalo Čagatajski kanat. Timur Lenk je leta 1369 prevzel zahodni del Turkestana in območje je postalo del Timuridskega cesarstva. Vzhodni del Turkestana se je imenoval tudi Moghulistan in so mu še naprej vladali potomci Džingiskana.